# Статор

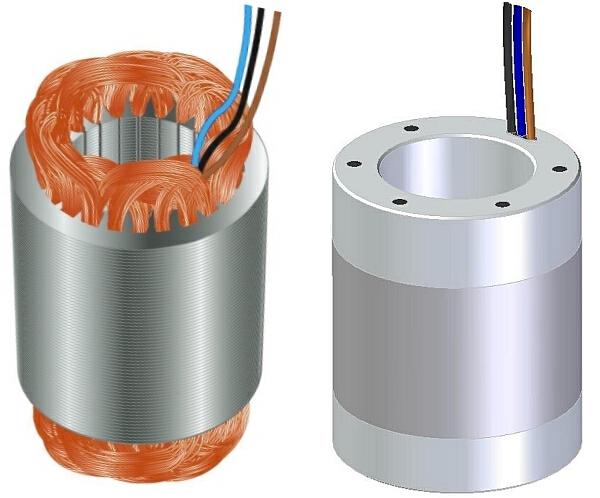
Стандартний статор (ліворуч) / Статор ALKA™ (праворуч)

Ста́тор (англ. stator від лат. sto — «стою») — нерухома частина електричної машини, що взаємодіє з рухомою частиною — ротором та виконує завдання магнітопроводу, яка зустрічається в електричних генераторах, електродвигунах, тощо. 
В електродвигуні статор створює магнітне поле, яке приводить в рух обертовий якір; у синхронному генераторі статор перетворює обертове магнітне поле на електричний струм.
Статор може містити постійні магніти, або електромагніти. У разі, коли статор є електромагнітним, обвитка що утворює магнітне поле, називається обвиткою збудження, обвиткою підмагнічування або індуктором.
Статор складається з осердя та станини. Осердя виготовляється з ізольованих лаком листів електротехнічної сталі, що складені в пакети і закріплені в станині. У пази осердя прокладається статорна обвитка.
У пристроях, що працюють від рідини, статор направляє потік рідини до або від обертової частини системи.
Інколи статор виконує додаткові технологічні завдання. Наприклад, статор флотаційної машини — нерухомий багатолопатевий спрямувальний апарат, призначений для рівномірного розподілу у флотаційній камері потоку пульпи, а також для додаткового диспергування повітряної фази.
У турбіні складова статора містить лопаті або напрямні, які використовуються для перенаправлення потоку рідини. До таких пристроїв відносяться парова турбіна і гідротрансформатор. У статорі механічної сирени є один або кілька рядів отворів, які пропускають повітря в ротор; керуючи потоком повітря крізь отвори, звук сирени оповіщення можна змінити. Статор може зменшити турбулентність і обертальну енергію, яку створює осьовий вентилятор турбіни, забезпечуючи стійкий потік повітря з меншим числом Рейнольдса.